# Raoul de Beauvais
Raoul de Beauvais ou Rodolphe de Beauvais est un trouvère picard actif dans le milieu du XIIIe siècle. Il a laissé cinq pièces lyriques.